# Respublika–Ata Zhurt
Respublika–Ata Zhurt (romanización del kirguís: Республика–Ата Журт; y traducido al español: República-Patria) es un partido político liberal de Kirguistán que se fundó el 20 de octubre de 2014 con la fusión de la organización Ata-Zhurt de Kamchybek Tashiyev y el Partido Respublika de Omurbek Babanov. 
El primer congreso del partido unificado se celebró el 20 de octubre de 2014. Tanto Tashiyev como Babanov fueron escogidos como copresidentes del partido. El orden de los nombres se decidió por consenso. 30 de julio de 2015, al partido se unió la coalición "Por las Reformas", siendo absorbida por Respublika–Ata Zhurt. El 3 de septiembre de ese mismo año, estableció su propia ala juvenil.
En las elecciones parlamentarias de 2015, el partido obtuvo el 20% de los votos y quedó en segundo lugar, con 28 escaños contra 38 del Partido Socialdemócrata de Kirguistán. En 2017, Tashiyev fue candidato a la presidencia de Kirguistán por el partido y Babanov se presentó como independiente. Sin embargo, Tashiyev se retiró antes de las elecciones y el Respublika–Ata Zhurt en su conjunto acabó apoyando a Babanov, que obtuvo el 33% de los votos, perdiendo ante el socialdemócrata Sooronbay Jeenbekov.